# Вторгнення: Битва за рай
«Вторгнення: Битва за рай» (англ. Tomorrow, When the War Began дослівно — «Завтра, коли почалася війна») — австралійський пригодницький фільм 2010 року, знятий режисером Стюартом Бітті за власним сценарієм, заснованому на однойменному романі Джона Марсдена. Історія розповідається від особи сімнадцятирічної дівчини на ім'я Еллі Лінтон — однієї з сімох підлітків, що ведуть партизанську війну проти якоїсь іноземної держави, війська якої вторглися до вигаданого їх рідного міста Уїрроуі в Австралії.
Фільмування розпочалося у вересні 2009. Основні зйомки почалися 28 вересня 2009 року і закінчилися 6 листопада 2009. Зйомки велися в Хантер Рідж і Блакитних горах у Новому Південному Уельсі .
31 березня 2010 року було випущено трейлер фільму. Фільм вийшов в Австралії і Новій Зеландії 2 вересня 2010 і 8 квітня 2010 року у Великій Британії . В Україні та країнах СНД прем'єра відбулася 24 лютого 2011 року.
Фільм демонструвався 25 січня 2020 року на телеканалі «2+2».

## Сюжет
Фільм починається з відеозапису Еллі. Вона знімає себе на камеру, щоб розповісти їх історію, і пропонує все розповісти спочатку.
Учениця старшої школи Еллі (Кейтлін Стейсі) відправляється в поїздку на природу зі своїми шістьома друзями: близькою подругою дитинства Коррі (Рейчел Херд-Вуд), її хлопцем Кевіном, найближчим сусідом Еллі Гомером, давнім знайомим із середньої школи Лі, подругами Робін і Фі. Заїхавши на «Лендровері» батьків Еллі в гори, далі вони подорожують пішки до віддаленої гірської долини, відомої як Пекло.
Під час їх першої ночівлі в лісі Еллі прокидається і бачить в небі безліч військових літаків. Після повернення в місто група знаходить свої будинки залишеними, а собаку Еллі мертвою. Інтернет і телебачення відключені, радіо і телефони мовчать. З пагорба поблизу будинку Робін хлопці бачать, що єдині електричні вогні в місті горять в лікарні і на площі. Еллі, Коррі і Кевін йдуть на розвідку і виявляють, що всі жителі міста зігнані на площу, оточену колючим дротом і сторожовими вишками з прожекторами. Вони бачать людину, яку агресивний солдат вбиває пострілом у голову, і в жаху тікають, будучи захопленими прожектором. Кевін біжить першим, кинувши дівчат напризволяще. Вони біжать, їх переслідують солдати на задньому дворі будинку. Еллі підпалює і підриває паливний бак бензинової газонокосарки, убивши переслідувачів. Одним з цих солдатів виявилася дівчина-азіатка, приблизно ровесниця Еллі. Та бере її автомат і йде з Кевіном і Коррі.
Після повернення в будинок Коррі вони виявляють, що Лі та Робін десь поділися. Еллі та Коррі бачать австралійський реактивний винищувач F / A-18, який збивають чужі літаки. Поки група збирається всередині, щоб спланувати своє повернення в Пекло, ворожий вертоліт ретельно оглядає їх будинок. Пса Кевіна мало не вбивають, солдат у вертольоті бачить Гомера. Гомер стріляє з автомата і розбиває фару вертольота. Вертоліт летить, позначивши будинок вогнями. Хлопцям ледь вдається врятуватися, коли скинута з літака бомба розносить будинок.
Цієї ж ночі Еллі та Гомер непомітно йдуть назад в місто і знаходять Робін у своєму будинку. Лі був поранений в ногу, його оглядає лікар Клементс (Колін Фрілс), місцевий дантист, який повідомляє їм, що сили, які вторглися, переїжджають на своїх транспортних засобах і перевозять обладнання з судів, пришвартованих в затоці Коблерс, по мосту Уїрроуі Брідж. Після короткої перестрілки з патрулем і втечі на сміттєвозі від ворожих баггі Робін, Гомер, Лі та Еллі обговорюють в будинку Коррі, як їм діяти далі. Вони вирішують повернутися в Пекло.
По дорозі вони зупиняються у випадковому будинку і зустрічають свого шкільного товариша Кріса, який сильно обкурений і гадки не має, що почалася війна. Кріс приєднується до групи. Вони повертаються в Пекло з планами використовувати долину як відокремлене укриття, де ворожі сили не знайдуть їх. Там вони чують радіопередачу в якій розповідається, що в Австралію вторглися війська якоїсь Коаліції, яка вважає, що вона має право на використання великих природних ресурсів Австралії. У радіопередачі також говориться, що одним з трьох головних портів, використовуваних для доставлення нових солдатів до країни, є сусідній затоку Коблерс.
Група повертається в Уїрроуі та придумує план, як підірвати міст. Еллі і Фіона викрадають бензовоз з муніципального складу. Вони розраховують поставити його під мостом і чекати, поки інша частина команди займе свої позиції. Будучи виявленими охоронцями, вони мчать, щоб перевести бензовоз під міст. План чітко продуманий: Гомер і Лі лякають стадо худоби, щоб воно побігло на міст, змушуючи чергуючих там охоронців покинути свої пости, тим самим даючи Еллі і Фі можливість безперешкодно загнати бензовоз під міст. Разом їм вдається підірвати бензовоз, який повністю руйнує міст. Однак Коррі підстрелили під час втечі на мотоциклі. Вся група повертається в будинок.
Незважаючи на явний ризик, Кевін вирішує відвезти Коррі в лікарню і залишитися з нею, оскільки любить її. Група повертається в Пекло. На цьому Еллі закінчує свій відеозапис, показавши триваючу партизанську війну, бажання боротися і все ж стати переможцями в цій боротьбі.
Фінал картини залишається відкритим.

## У ролях
- Кейтлін Стейсі —  Еллі Лінтон
- Рейчел Херд-Вуд —  Коррі Маккензі
- Лінкольн Льюїс —  Кевін Холмс
- Деніз Акденіз —  Гомер Яннос
- Фібі Тонкін —  Фіона Максвелл
- Кріс Пенг —  Лі Теккен
- Ешлі Каммінс —  Робін Метерс
- Енді Райан —  Кріс Ланг
- Колін Фрілс —  лікар Клемент
- Дон Хелберт —  пан Лінтон
- Олівія Піджот —  пані Лінтон
- Стівен Боєрк —  поліцейський
- Келлі Батлер —  пані Максвелл
- Джулія Йон —  пані Теккі
- Датчанин Карсон —  Пан Метерс
- Метью Дейл —  пан Коулс
- Гарі Куєй —  старший солдат
- Майкл Камільєрі —  водій бензовозу

## Фільмування
Знімання почалося в Хантер Рідж в Новому Південному Уельсі в Австралії 28 вересня 2009 — прекрасному місці для екранізації книги Джона Марсдена. Реймонд Террес був обраний як головне місця для зйомок фільму, оскільки це — «велике провінційне місто». Історична Кінг Стріт, головна вулиця міста, була перетворена зі звично тихого місця в Мейн Стріт в Уїрроуі. Творці фільму почали перетворення вулиці у вересні 2009 року, включаючи кінотеатр «Уїрроуі Сінема» і тайський ресторан родини Лі. Знімання почалося на Кінг-стріт на початку жовтня 2009-го і тривала до 27 жовтня 2009 року Зйомки в інших місцях міста закінчилися 6 листопада 2009 року.
Зйомки в гірській місцевості, включаючи Мейтленд, Блакитні Гори та міст Ласкінтайр, закінчилися в квітні 2010 року. Вибух будинку і моста був знятий в Террі Гіллс у північному Сіднеї.

## Музика
Спеціально для фільму була написана пісня «Tomorrow», яка надійшла в продаж на iTunes 31 серпня 2010 року . Пісня була написана Ніком Цестером (англ. Nic Cester з групи Jet і Тімом Роджерсом (англ. Tim Rogers з групи You Am I разом з композиторами картини Джонні Клімеком і Рейнгольдом Гейлом. Виконали пісню Нік Цестер, Дейві Лейн (англ. Davey Lane з групи You Am I і Kram з групи Spiderbait.
Продюсер Ендрю Мейсон заявив: «Ми хотіли, щоб фільм закінчувався потужним гімном всього того, що ми показали!» Перше обговорення відбулося в січні 2010 року, але лише в березні того ж року Нік Цестер зрозумів, якою буде пісня, побачивши фрагмент фільму.
Також у фільмі звучали пісні:
1. Bob Evans — «Do not You Think It's Time»
2. Jet — «Black Hearts (On Fire)»
3. Missy Higgins — «Steer»
4. Powderfinger — «Poison In Your Mind»
5. The Cruel Sea — «Honeymoon Is Over»
6. The Temper Trap — «Fader»
7. Wolfmother — «Cosmic Egg»
8. Sarah Blasko — «Flame Trees»

## Реліз

### Касові збори
Незважаючи на розбіжність касових зборів з його бюджетом в 27 млн $, фільм був дуже популярний в Австралії та Новій Зеландії серед касових зборів, хоча і на міжнародному рівні він був набагато менш успішним. В Австралії фільм дебютував на 1-му місці за зборами. Вони склали 3,86 млн $ протягом першого вік-енду. Протягом двох тижнів фільм зібрав понад 7,7 млн $ в Австралії, тим самим ставши найкасовішим кіно в цій країні за 2010 рік.
Компанія Paramount придбала права на показ фільму у Великій Британії, Південній Африці, Португалії, Скандинавії та Україні До прем'єри фільму вони також сказали «з нетерпінням чекаємо, як цей фільм візьме міжнародна аудиторія» .
Незважаючи на збори понад 13,5 млн $ в австралійських касах, фільму «не вдалося знайти визнання від міжнародної аудиторії» фільм заробив в цілому майже 3 млн $ у всіх інших країнах, зокрема, 341 995 $ у Великій Британії, 1 026 705 $ в Новій Зеландії та 1 002 119 $ в Росії .
| Австралія      | Нова Зеландія                 | Загальні збори    |
| -------------- | ----------------------------- | ----------------- |
| A $ 13 468 863 | NZ $ 1 279 688 A $ 972 255.30 | A $ 14 441 118.30 |

### Критика
Фільм був середньо оцінений критиками. На сайті Кинопоиск.ру він отримав 64 бали зі 100, на основі 44 критиків. Глядачі оцінили фільм у 5 балів з 10. Оцінювали 4 000 користувачів .

### Нагороди
| Премія                                          | Категорія                         | Номінант                                           | Результат |
| ----------------------------------------------- | --------------------------------- | -------------------------------------------------- | --------- |
| 2010 Inside Film Awards                         | Найкращий художній фільм          |                                                    | Перемога  |
| 2010 Inside Film Awards                         | Найкращий сценарій                | Стюарт Бітті                                       | Перемога  |
| 2010 Inside Film Awards                         | Найкраща композиція               |                                                    | Перемога  |
| 2010 Inside Film Awards                         | Найкраща актриса                  | Кетлін Стейсі                                      | Перемога  |
| 2010 Australian Screen Sound Guild Sound Awards | Саундтрек року                    |                                                    | Перемога  |
| 2010 Australian Screen Sound Guild Sound Awards | Найкращий звукозапис              | Девід Лі, Джеррі Нусіфора, Емма Бергем             | Перемога  |
| 52nd Australian Film Institute Awards           | Найкраща екранізація              | Стюарт Бітті                                       | Перемога  |
| 52nd Australian Film Institute Awards           | Найкращий звук                    | Ендрю Плейн, Девід Лі, Гетін Грех, Роберт Сулліван | Перемога  |
| 52nd Australian Film Institute Awards           | Найкращий фільм                   | Ендрю Мейсон, Майкл Боуен                          | Номінація |
| 52nd Australian Film Institute Awards           | Номінація найкращого юного актора | Ешлі Каммінгс                                      | Номінація |
| 52nd Australian Film Institute Awards           | Найкращий письменник              | Ендрю Мейсон, Майкл Боуен                          | Номінація |
| 52nd Australian Film Institute Awards           | Найкращий оригинальный сценарій   | Ендрю Мейсон, Майкл Боуен                          | Номінація |
| 52nd Australian Film Institute Awards           | Найкращий монтаж                  | Маркус Ді Арсі                                     | Номінація |
| 52nd Australian Film Institute Awards           | Найкращий дизайн обстановки       | Роберт Вебб, Михаель Маггей, Дамін Дрю, Бев Данн   | Номінація |
| 52nd Australian Film Institute Awards           | Найкращі спецефекти               | Крис Годфрі, Сиджі Еймутіс, Дейв Морелі, Тоні Кол  | Номінація |
| 19th Film Critics Circle of Australia Awards    | Найкращий фільм                   | Ліц Вотс                                           | Номінація |
| 19th Film Critics Circle of Australia Awards    | Найкращий режисер                 | Стюарт Бітті                                       | Номінація |
| 19th Film Critics Circle of Australia Awards    | Найкращий сценарій                | Стюарт Бітті                                       | Номінація |
| 19th Film Critics Circle of Australia Awards    | Найкраща екранізація              | Бен Нотт                                           | Номінація |
| 19th Film Critics Circle of Australia Awards    | Найкращий монтаж                  | Маркус Ді Арсі                                     | Номінація |

## Продовження
У 2016 році побачив світ телесеріал «Вторгнення: Битва за рай», у якого такий самий сюжет, що і у фільмі, але з іншими акторами. Режисером виступив Брендан Махер. До акторського складу увійшли: Нарек Армагаян (Гомер), Елісон Белл (Ліз), Сабіла Бадд (Рейчел) та інші.